# Георг фон Пурбах
Георг фон Пурбах (нім. Georg von Peuerbach; 30 травня 1423, Пурбах біля Лінца — 4 квітня 1461, Відень) — австрійський астроном і математик, старший товариш і вчитель Реґіомонтана (від 1452). Першим у Західній Європі виклав птолемеєву теорію епіциклів. Автор посібника з астрономії, який користувався популярністю протягом двох сторіч.

## Життєпис

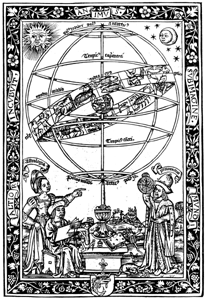
Титульний лист «Епітоми Альмагеста Птолемея» Пурбаха—Реґіомонтана. Париж, 1496

Георг фон Пурбах вступив до Віденського університету навесні 1446 року, у доволі пізньому віці 23 роки. Видатні здібності дозволили йому через півтора року стати бакалавром, двома роками пізніше — ліціенатом, у лютому 1453 — магістром. Його вчителем математики був, ймовірно, Йоганн Гмунден. Під час навчання Пурбах кілька років провів у Німеччині, Франції та Італії. Вивчав астрономію в Римі, Феррарі, Болоньї, Падуї (там 1448 року з ним познайомився Мартин Русин). В Італії Пурбах познайомився з Миколою Кузанським і Джованні Б'янкіні. Повернувшись на батьківщину, Пурбах деякий час перебував у вельми скрутному матеріальному становищі, поки не став придворним астрологом. Незабаром, з 1450 посів посаду професора математики й астрономії Віденського університету, де читав лекції як з астрономії та математики, так і з гуманітарних предметів.
В 1453/54 році Пурбах прочитав свій перший курс з теорії руху планет. За змістом курс був викладом основ геоцентричної теорії Клавдія Птолемея. Вчення про прецесії викладалося тут не за «Альмагестом» Птолемея, а за «Сабейським зиджем» Аль-Баттані. Лекції Пурбаха супроводжувалися демонстрацією креслень і схем, а також просторових моделей. Вони мали величезний успіх і багато разів переписувалися вручну — збереглися численні їхні копії. За цими лекціями Пурбах склав навчальний посібник, де першим в Західній Європі виклав птолемеєву теорію епіциклів. Реґіомонтан видав його 1472 року під назвою «Нова теорія планет» (Theoricae Novae Planetarum), після чого протягом майже двох століть він був одним з найпопулярніших посібників з астрономії: до 1653 його видано латиною не менше 60 разів, також видавався в перекладі іншими мовами.
У 1456—1461 роках разом з Реґіомонтаном виконав багато спостережень затемнень, комет та сонячних висот, під час яких було відзначено, що «Альфонсові таблиці» дають помилку в кілька градусів. Пурбах склав допоміжні таблиці для складання астрономічних щорічників, написав підручник арифметики «Веселий курс з алгоритму». Він склав також «Трактат про пропозиції Птолемея про синуси й хорди», в якому тригонометрія хорд Птолемея порівнювалася з тригонометрією синусів. До трактату додавалися таблиці синусів із кроком в 10' і радіусом тригонометричного кола 6000 одиниць. Пурбах приділяв велику увагу устрою сонячних годинників й астрономічних інструментів; результати цих занять він висвітлив у лекціях (1458) і в ряді рукописів.
1456 року Пурбах спостерігав велику комету, яка пізніше була ототожнена з кометою Галлея. У праці Пурбаха, присвяченій цим спостереженням, зроблено спробу визначити розміри комети та її віддалення від Землі. У своїх розрахунках Пурбах виходив з того, що комету слід віднести до «підмісячного світу». Він дійшов висновку, що відстань до комети перевищувала 1000 миль, а її розмір — 80 миль; втім, ці оцінки занадто грубі, тому що вони менші реальних розмірів у десятки й сотні тисяч разів.

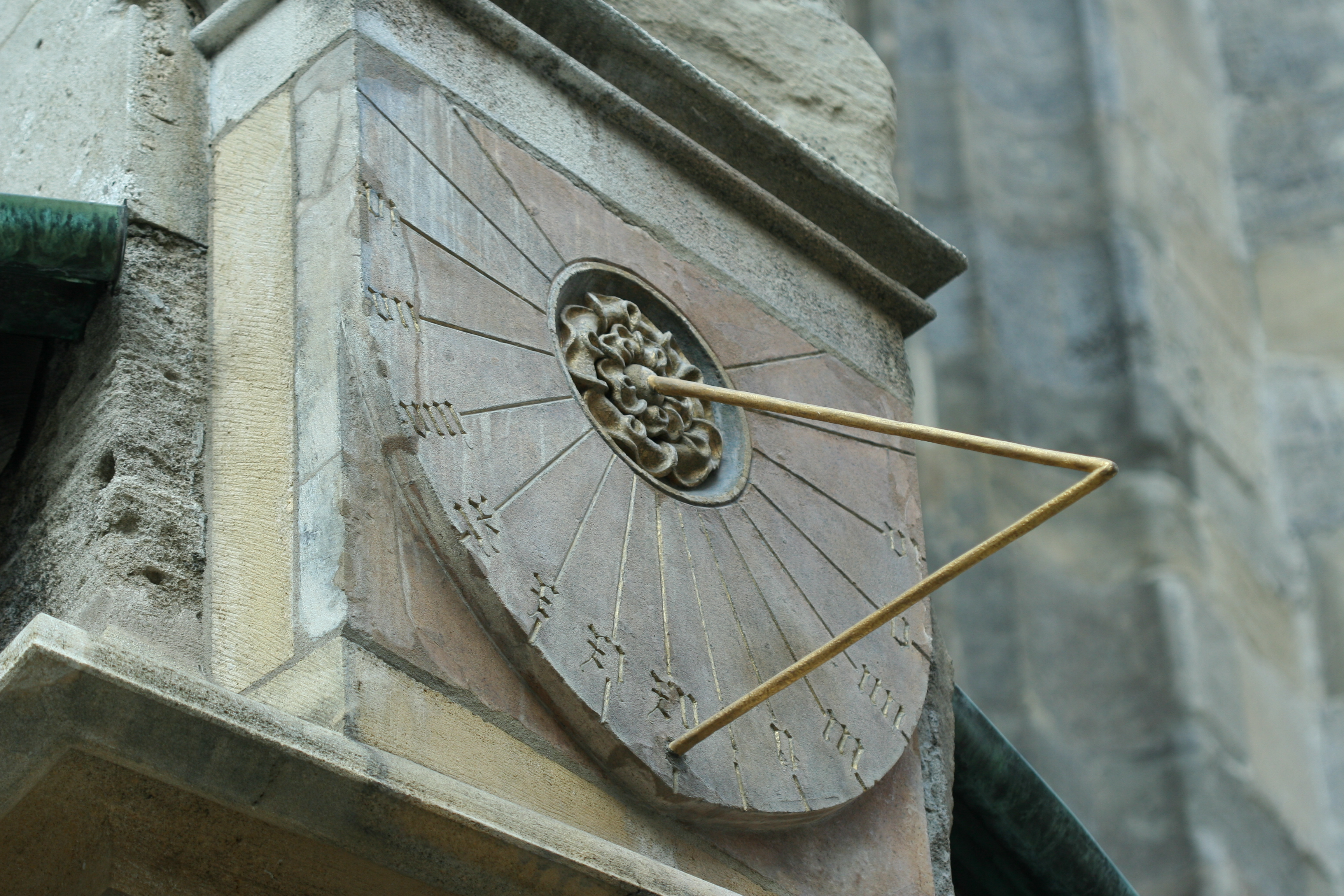
Сонячний годинник на південному боці собору Святого Стефана у Відні, сконструйований Пурбахом

Спільно з Реґіомонтаном працював над перекладом праць Клавдія Птолемея, в результаті чого 1473 року було опубліковано «Короткий виклад великого твору Птолемея». Пурбах спочатку мав у своєму розпорядженні текст «Альмагеста» Птолемея в перекладі Герарда Кремонського. Він поставив перед собою завдання підготувати скорочений текст цього твору, який можна було б застосовувати як навчальний посібник. Грецький текст «Альмагеста» йому надав кардинал Віссаріон. Цю працю Пурбах довів до VI книги, а завершив її Реґіомонтан. Опублікована вона була після смерті останнього (1496 року) у Венеції під назвою «Епітома Альмагеста Птолемея» (Epitome in Ptolemaei Almagestum).
Пурбах займався також астрономічними спостереженнями й виготовленням астрономічних інструментів. Зокрема, винайшов вимірювальний прилад (так званий геометричний квадрат), який, по суті, заміняв відсутні в той час таблиці тангенсів. Він розробив інструменти для визначення молодиків і повних місяців, інструмент для визначення висоти й декілька видів сонячного годинника, котрі широко застосовувалися до XVIII століття. 1451 року він сконструював годинник для собору Святого Стефана у Відні, який і зараз можна бачити на південному контрфорсі хорів.
На честь Пурбаха названо кратер на Місяці.

## Праці
- Sex primi libri epitomatis Almagesti, completed by Regiomontanus (Venice, 1496; Basel, 1543; Nuremberg, 1550);
- Tractatus Georgii Peurbachii Super Propositiones Ptolemaei de Sinubus & Chordis. Norimbergae 1541, Online-Ausgabe der Sächsischen Landesbibliothek — Staats- und Universitätsbibliothek Dresden
- Georgii Purbachii … Dispositiones Motuum Coelestium, Quas Theorias Planetarum vocant. Wittebergae 1653, Online-Ausgabe der Sächsischen Landesbibliothek — Staats- und Universitätsbibliothek Dresden
- Quadratu(m) Geometricu(m) prae clarissimi Mathematici Georgij Burbachij. Nurenberge 1516, Online-Ausgabe der Sächsischen Landesbibliothek — Staats- und Universitätsbibliothek Dresden
- Scripta Clarissimi Mathematici M. Ioannis Regiomontani. Norimbergae 1544, Online-Ausgabe der Sächsischen Landesbibliothek — Staats- und Universitätsbibliothek Dresden